# Thylamys macrurus
Thylamys macrurus e вид опосум от семейство Didelphidae.

## Географско разпространение
Обитава източната част на Парагвай и на север в гранични райони в Бразилия на надморска височина от 500 до 650 m.

## Морфологични характеристики
Тялото е с дължина 120 – 135 mm, опашката 140 – 155 mm. Козината е светлосива отгоре и бежова отстрани. Към корема става кремава до бяла. Около очите има черен пръстен. Макар че всички представители от рода имат възможността да трупат мазнини в опашката за настоящия няма сигурни доказателства.

## Хранене
Консумират основно членестоноги и техните ларви, но също така и плодове, малки гръбначни животни. Видът е нощно животно, което води дървесен начин на живот.